# General Lagos
A comuna de General Lagos está localizada na província de Parinacota, Região de Tarapacá, Chile. Possui uma área de 2.244,4 km² e uma população de 684 habitantes (2017).
Integra, junto com as comunas de Arica, Camarones e Putre, o Distrito Eleitoral N° 1 e pertence à 1ª Circunscripción Senatorial (Tarapacá).
Visviri é conhecido como o ponto mais setentrional do país e se localiza na tríplice fronteira entre Chile, Peru e Bolívia, a uma altitude de 4.064 metros e 270 quilômetros de distância de Arica. Todo domingo se realiza a "Feria del Hito Trifino", onde o produto mais cobiçado é o cocoroco, licor boliviano de 93º.
Em General Lagos se localiza o vulcão Tacora e parte da antiga ferrovia que une as cidades de Arica e La Paz.
É uma das comunas mais pobres e menos desenvolvidas de todo o país.

## Etimologia
Seu nome honra a memoria do oficial D. Pedro Lagos, quem planificou e executou o avanço do Morro de Arica.